# Matthew Scott
Il tenente Matthew Scott, a volte chiamato Matt dagli amici, è un ufficiale dell'universo fantascientifico di Stargate, in particolare di Stargate Universe. Il tenente Scott è interpretato dall'attore Brian J. Smith.

## Biografia
Nel 2009, il tenente Scott era membro dello staff militare della base Icarus. Quando l'Alleanza Lucian attaccò la base, Scott dovette guidare alcuni sopravvissuti attraverso lo Stargate che, invece di portarli sulla Terra, li condusse sulla nave degli Antichi, chiamata Destiny. Successivamente dovette prendere temporaneamente il comando della spedizione per via delle ferite che il colonnello Young subì giungendo sulla nave stessa, attraverso lo Stargate.
Durante questo primo periodo ebbe una relazione segreta con Vanessa James, anche se il sergente Greer sembrava esserne a conoscenza.
Quando si comprese che il sistema di supporto vitale della nave non stava funzionando correttamente, Scott guidò un gruppo, tra civili e militari, su uno dei pianeti vicini scelto dalla Destiny stessa. Nel tentativo di cercare le risorse necessarie più facilmente, Scott ordinò che il gruppo si dividesse in due: Eli con due militari e il dottor Jeremy Franklin, in un gruppo, e il tenente, Greer e il dottor Rush nell'altro. Poco tempo dopo, Scott cominciò a vedere una specie di forma di vita ma non disse nulla agli altri credendo si trattasse di un miraggio. Quando Rush non riuscì più ad andare oltre, il tenente ordinò a Greer di riportarlo indietro e Scott continuò da solo. In mezzo al deserto, il tenente vide di nuovo l'insetto che lo guidò verso la materia prima che cercava dopo che Scott gli diede dell'acqua. Poco dopo però perse conoscenza e fu risvegliato dall'insetto che gli spruzzava addosso dell'acqua da sotto la sabbia. Testò il luogo per vedere se si trovava sul materiale giusto e scoprendo di averlo trovato se ne caricò un po' lo zaino, cominciando il ritorno verso lo Stargate. Durante il viaggio perse di nuovo conoscenza ma fortunatamente fu trovato da Greer che lo riportò sulla Destiny.
In seguito, Scott prese parte alla missione sul pianeta Hoth, per trovare acqua per le scorte della Destiny, misteriosamente svanite. Quando fu chiaro che il colpevole della scomparsa era lo stesso insetto che aveva aiutato Scott, il tenente dovette cercare di difenderlo dall'equipaggio che lo considerava pericoloso. Su Hoth, nel frattempo, Scott rischiò la vita, finendo dentro un crepaccio dopo un terremoto, danneggiando la sua tuta e esponendolo a clima del pianeta. Il colonnello Young fu costretto a portarlo verso lo Stargate dove incrociarono gli insetti alieni. Gli alieni, portati oltre lo Stargate dai membri della Destiny, riconobbero Scott e gli furono, in un certo senso, grati per averli condotti, anche se indirettamente, su un nuovo mondo.
Durante i viaggi sulla Terra, attraverso il dispositivo di comunicazione a lunga distanza, trovò una lettera di una sua vecchia amica, Annie Balic. Quando i due si incontrano, lei gli comunica di non aver abortito otto anni prima e che ora sta crescendo il loro figlio, Matthew Balic. Quando Scott si offre di aiutarla economicamente, lei rifiuta dicendo di potersela cavare da sé. Questa rivelazione colpì Scott profondamente.
Mentre esploravano delle rovine sotterranee, Scott, Eli, Chloe e Greer rimasero intrappolati e non poterono raggiungere la nave che avviò il motore FTL. Cercando di raggiungerla, passando da uno Stargate all'altro, i quattro riuscirono a collegarvisi solo grazie ad un sabotaggio dei Nakai, che fermò la Destiny prima che potesse avviarsi definitivamente verso un'altra galassia.

### L'Alleanza Lucian
Dopo che Young "ruppe" il lavaggio del cervello sul colonnello Telford e che quest'ultimo lo informò dell'imminente attacco dell'Alleanza Lucian, Young ordinò a Scott e Greer di preparare le difese contro l'ormai prossimo abbordo. Con la nave divisa tra le due fazioni, la spedizione e l'Alleanza, Scott e Greer si ritrovarono nella parte della nave libera e, durante il negoziato tra Camile Wray e Kiva, usarono delle tute speciali degli Antichi per camminare sull'esterno della nave e prendere di sorpresa l'Alleanza. I due però furono costretti a deviare la loro passeggiata per colpa di uno scontro avvenuto all'interno della Destiny tra le due fazioni. Non potendo tornare da dove erano partiti, Eli, Rush e Brody guidarono Scott e Greer ad una via d'accesso in una zona inesplorata della nave. Rientrati all'interno della nave, i due iniziano una missione di ricognizione per capire la situazione del personale della nave. Nel frattempo l'Alleanza identifica la posizione di Rush, Eli, Brody e Chloe e invia una squadra per catturarli ma Scott e Greer giungono in tempo per fermarli. Rush aveva intanto pianificato di rifugiarsi nel laboratorio della Destiny, da dove poter minacciare di morte gli uomini dell'Alleanza, costringendoli alla resa prima che le radiazioni di una stella vicina potessero colpire la nave i cui scudi erano stati abbassati. L'Alleanza decide così di arrendersi.

### Dopo l'attacco
Durante una missione su un pianeta, Scott viene infettato da una spora di una pianta aliena e viene ricoperto da funghi alieni che gli provocano delle visioni. L'infezione viene eliminata con una trasfusione con il sangue di Chloe che lo avrebbe curato grazie all'agente patogeno dei Nakai. In questo modo l'agente patogeno avrebbe potuto però infettare anche lui.
In seguito Rush e Camile Wray cercano di convincerlo a prendere il controllo della Destiny dopo che i recenti eventi avevano messo in crisi il colonnello Young. Scott, rabbioso, affronta Young e dopo uno scontro sia verbale che fisico, fa rinvenire il colonnello dalla sua depressione ricordandoli che un leader è un buon leader se lo fa per gli altri e non per se stesso e che Young è l'uomo perfetto per il suo lavoro.
Scott guiderà poi una squadra per catturare Simeon, il quale possiede informazioni vitali sull'attacco alla Terra. La missione viene sfruttata da Rush che cercava di vendicare la morte di Amanda Perry che Simeon aveva ucciso. Dopo che il dottore ha ucciso Simeon, Scott lo affronta, affermando che avevano perso una buona possibilità di salvare la Terra e chiedendoli se personalmente ne era davvero valsa la pena di ucciderlo.
Quando le condizioni di Chloe peggiorarono, la ragazza fu messa in isolamento per la sicurezza dell'equipaggio. In seguito fuggì dalla cella durante l'attacco dei droni Berzerker e quando Scott gli chiese spiegazioni lei affermò di averlo fatto per chiamare i Nakai, i quali avrebbero potuto aiutarli. Una volta che una nave madre Nakai giunse in soccorso della Destiny, la prima ondata dei droni fu respinta. Young, di fronte ad una seconda ondata, chiese ai Nakai di rimuovere l'agente patogeno da Chloe in cambio dell'aiuto della Destiny contro i droni. Scott guidò così lo Shuttle verso la nave Nakai, accompagnando Chloe verso la sua cura. Una volta tornata nello Shuttle i due rientrarono durante l'attacco della seconda ondata. Respinti i droni il motore FTL della Destiny si avviò e la nave poté riprendere il suo viaggio. Scott, in seguito, rimase entusiasta nello scoprire che la cura dei Nakai aveva avuto esito positivo su Chloe.